# ナイジェル・パワーズ
ナイジェル・パワーズ(Nigel Powers)は、『オースティン・パワーズ ゴールドメンバー』(Austin Powers in Goldmember)に初登場する架空の人物。
オースティン・パワーズはもともと映画『国際諜報局』の主人公、ハリー・パーマーというキャラクターの様相をパロディにしているが、これを演じたのがマイケル・ケインであった。まさにそのケインがパロディキャラクターの父親として登場するという、意表をついたキャラクターである。

## 登場作品
- オースティン・パワーズ ゴールドメンバー

## 関係する人物
- ハリー・パーマー（『国際諜報局』の主人公。オースティン・パワーズのパロディ元のキャラクター）
- オースティン・パワーズ（息子）